# 含黄素胺氧化酶
含黃素的胺氧化還原酶（英語：Flavin-containing amine oxidoreductase）是多種胺氧化酶的合稱，包括玉米多胺氧化酶（PAO），L-氨基酸氧化酶（LAO）和各種含黃素的單胺氧化酶（MAO）。在脊椎動物中，MAO通過氧化調節細胞內神經遞質、神經毒素和痕量胺等胺類的含量。在低等真核生物如曲霉菌和細菌中，胺氧化酶的主要作用是提供銨源。植物，細菌和原生動物中的PAO將亞精胺和精胺氧化成氨基丁醛，二氨基丙烷和過氧化氫，並參與多胺的分解代謝。含黃素的胺氧化還原酶還包括色氨酸2-單加氧酶
、腐胺氧化酶，皮質類固醇結合蛋白和抗菌糖蛋白等。